# Colubotelson huoensis
Colubotelson huoensis är en kräftdjursart som beskrevs av Nicholls 1944. Colubotelson huoensis ingår i släktet Colubotelson och familjen Phreatoicidae. Inga underarter finns listade i Catalogue of Life.